# Німецько-малійські відносини
Німецько-малійські відносини стали інтенсивними у 2010-х роках, коли уряд Німеччини активізував свої зусилля щодо стабілізації регіону Сахель, і кількість двосторонніх державних візитів почала зростати. Німеччина також збільшила свою участь у політиці безпеки в Малі.

## Історія
У 19 сторіччі, такі німецькомовні дослідники, як Генріх Барт і Оскар Ленц, відвідали легендарне місто Тімбукту. У 1886 році Готлоб Адольф Краузе відвідав Бандіагару в сучасному Малі. У 1931 році німецька пілотеса Еллі Бейнхорн змушена була здійснити аварійну посадку між Бамако і Тімбукту. Потім її врятували місцеві жителі Сонгаю. У 1944 році малійська антиколоніальна активістка Тіемоко Гаран Куяте була вбита нацистами в концтаборі Маутхаузен після того, як відмовилася співпрацювати з ними.
Після здобуття незалежності Малі від Франції в 1960 році,Федеративна Республіка Німеччина стала першою країною, яка визнала незалежність держави. Після закінчення доктрини Гальштейна у 1977 році Малі також встановили дипломатичні відносини з Німецькою Демократичною Республікою (НДР). Через рік президент Малі Мусса Траоре відвідав канцлера Німеччини Гельмута Шмідта з візитом до Німеччини. У 1982 році співпраця у сфері безпеки почала поглиблюватися, і ФРН почали допомагати з навчанням збройних сил Малі після підписання двосторонньої угоди.
У 2000 році Малі було визнано країною у пріоритеті для німецької співпраці в галузі розвитку. Через два роки країну відвідав федеральний президент Йоханнес Рау. У 2010-х державні візити стають частішими, і Німеччина посилює свої справи у країні. У 2013 році Бундестаг направив німецьких солдатів для підтримки Міжнародної місії підтримки під керівництвом африканських країн у Малі, щоб допомогти малійському уряду боротися з ісламістськими повстанцями в конфлікті на півночі Малі, який триває з 2012 року. У 2016 році Німеччина збільшила свою допомогу у багатовимірній інтегрованій стабілізаційній місії ООН у Малі до 650 німецьких солдат  Інтенсифікація відносин супроводжувалася візитами канцлера Ангели Меркель до Малі у 2016 і 2019 роках, а також кількома візитами міністра оборони Урсули фон дер Ляєн. У свою чергу кілька вищих малійських політиків відвідали Німеччину.
Після державного перевороту в Малі 2021 року відносини між країнами погіршилися. У листопаді 2022 року, анонсували виведення німецьких військ у Малі на наступний рік.

## Економічна співпраця
Інвестиційна угода між Малі та Федеративною Республікою Німеччина існує з 1977 року. Однак, через складні рамкові умови, німецькі компанії майже не інвестують в Малі. У 2021 році обсяг двосторонньої торгівлі склав лише 94 мільйони євро.

## Співробітництво у галузі розвитку
Німеччина надає допомогу у сфері розвитку Малі з акцентом на децентралізацію управління, сільське господарство та водопостачання/санітарію. Наприклад, Німеччина підтримує проєкти підвищення продуктивності сільського господарства та покращення водопостачання для населення.

## Співпраця у сфері безпеки
Збройні сили Німеччини беруть участь у багатовимірній стабілізаційній місії ООН MINUSMA та консультують малійські збройні сили в рамках багатонаціональної військової навчальної місії ЄС EUTM Mali. Німеччина також бере участь у цивільній навчальній місії EUCAP Sahel Mali, яка підтримує та навчає малійські збройні сили. В рамках міграційного партнерства ЄС з Малі, Німеччина та Малі співпрацюють у сфері міграції.

## Відносини у сфері культури
У 2005 році колишні малійські стипендіати НДР заснували Німецько-малійський культурний гурток (CCGM), який проводить регулярні заходи та надає курси німецької мови за підтримки Посольства Німеччини в країні. Німецька служба академічних обмінів активно працює в країні, і майже 1000 малійців вивчають німецьку як спеціалізацію.
У 2006 році малійський дует Amadou & Mariam записав Zeit, dass sich was dreht (Святкуйте День), офіційну пісню Чемпіонату світу з футболу 2006 року, разом із Гербертом Гренемейєром.

## Дипломатичні представництва
- Німеччина має своє посольство в Бамако.[9]
- Малі має своє посольство в Берліні.[10]